# Pustite me da ga vidim (album)
Pustite me da ga vidim (poznat kao i To, Miki) treći je studijski album Cece Ražnatović, tada Veličković. Izdan je u lipnju 1990. godine za PGP RTB.
Prodan je u nakladi od 360 000 primjeraka.

## Popis pjesama
| Br. | Skladba                  | Trajanje |
| --- | ------------------------ | -------- |
| 1.  | »To, Miki«               | 4:30     |
| 2.  | »Pustite me da ga vidim« | 4:25     |
| 3.  | »Cipelice«               | 3:59     |
| 4.  | »Lako je tebi«           | 2:30     |
| 5.  | »Drugarice, prokletnice« | 3:43     |
| 6.  | »Sve u svoje vreme«      | 2:52     |
| 7.  | »Ne daj me«              | 3:25     |
| 8.  | »Eh, teško meni«         | 3:47     |

## Izdanja
| Regija | Datum        | Izdavač | Format(i)  |
| ------ | ------------ | ------- | ---------- |
| SFRJ   | lipanj 1990. | PGP RTB | LP, kaseta |

## Suradnici
- Producenti: Miroljub Aranđelović, Dobrivoje Ivanković
- Ton majstor: Milisav Todorović
- Snimljeno u studiju "HIT"
- Fotografije: Ivan Mojašević
- Izgled: Ivan Ćulum
- Glazbeni urednik: Milisav Todorović
- Direktor, glavni urednik: Stanko Terzić

## Glazbeni spotovi
- 1. »To, Miki«
- 2. »Pustite me da ga vidim«
- 3. »Cipelice«
- 4. »Lako je tebi«
- 6. »Sve u svoje vreme«
- 7. »Ne daj me«
- 8. »Eh, teško meni«